# Rubus hypolasius
Rubus hypolasius är en rosväxtart som beskrevs av Merritt Lyndon Fernald. Rubus hypolasius ingår i släktet rubusar, och familjen rosväxter. Inga underarter finns listade i Catalogue of Life.